# Triaspis bambusae
Triaspis bambusae är en stekelart som beskrevs av De Saeger 1948. Triaspis bambusae ingår i släktet Triaspis och familjen bracksteklar. Inga underarter finns listade i Catalogue of Life.